# Amlan
Amlan (Bayan ng Amlan) är en kommun i Filippinerna. Kommunen ligger på ön Negros, och tillhör provinsen Negros Oriental. Folkmängden uppgår till 19 227 invånare.
Amlan är indelat i 8 barangayer.